# 한성여자중학교
한성여자중학교(漢城女子中學校)는 대한민국 서울특별시 성북구 삼선동2가에 있는 사립 중학교이다.

## 학교 연혁
- 1945년 9월 25일 : 8.15 해방에 따라 설립자 겸 교장 김의형(金義衡)이 구 여자기예학교를 인수
- 1945년 10월 5일 : 학생을 모집하여 개교
- 1946년 4월 7일 : 한성고등여학교로 인가를 얻는 동시에 학제 변경으로 6년제 12학급의 고급중학교로 인가
- 1946년 7월 5일 : 한성여자중학교로 교명을 변경
- 1952년 5월 31일 : 학제 변경으로 인하여 한성여자중학교 6학급과 한성여자고등학교 6학급으로 분리 설치하고 제1대 김의형 교장 취임
- 1953년 1월 21일 : 김의형 박사 학교법인 한성학원 초대 이사장 취임
- 1961년 10월 6일 : 과학관 준공 및 개관
- 1963년 12월 7일 : 체육관 준공 및 개관
- 1971년 7월 20일 : 수영장 개장
- 1986년 7월 19일 : 교사 이전
- 2005년 3월 8일 : 낙산관(한성여중 체육관 및 강당) 준공
- 2007년 8월 20일 : 한성여중 신관 준공
- 2013년 5월 24일 : 목화관(급식실 및 학생식당) 준공
- 2022년 4월 24일 : 문동후 이사 학교법인 한성학원 이사장 취임
- 2023년 2월 8일 : 제72회 졸업식(졸업생 연인원 31,531명)
- 2023년 3월 1일 : 제24대 남궁미경 교장 취임

## 참고 자료
- 한성여자중학교 - 한국교육학술정보원 학교알리미